# Bojenice
Bojenice (německy Bojenitz) jsou malá vesnice, část městyse Bernartice v okrese Písek v Jihočeském kraji. Nachází se asi dva kilometry jihozápadně od Bernartic. Bojenice jsou také název katastrálního území o rozloze 3,66 km².

## Historie
První písemná zmínka o vesnici pochází z roku 1218 (Boienicz). Roku 1219 byla ves potvrzená Přemyslem Otakarem I. jako zástava klášteru milevskému. Majetkem kláštera byla až do husitských válek. Později v 16. století náležely Bojenice ke statku v Dobronicích. Roku 1624 byla ves prodána a stala se majetkem jezuitského řádu v nedalekých Bernarticích.
Sbor dobrovolných hasičů byl založen roku[1907. V roce 1926 byla ukončena silnice z Bojenic do Bernartic. Do Bernartic náležely Bojenice školou, farou, četnictvem. V roce 1930 zde žilo 219 obyvatel a bylo vedeno 46 popisných čísel.

## Obyvatelstvo
| Rok            | 1869 | 1880 | 1890 | 1900 | 1910 | 1921 | 1930 | 1950 | 1961 | 1970 | 1980 | 1991 | 2001 | 2011 | 2021 |
| -------------- | ---- | ---- | ---- | ---- | ---- | ---- | ---- | ---- | ---- | ---- | ---- | ---- | ---- | ---- | ---- |
| Počet obyvatel | 309  | 324  | 275  | 239  | 234  | 247  | 219  | 151  | 153  | 140  | 92   | 74   | 70   | 67   | 73   |
| Počet domů     | 42   | 46   | 46   | 46   | 46   | 46   | 46   | 44   | 39   | 36   | 28   | 29   | 42   | 42   | 44   |

## Obecní správa
Při sčítání lidu v letech 1850–1963 Bojenice byly samostatnou obcí v okrese Milevsko. Od roku 1964 jsou částí městyse Bernartice v okrese Písek.

## Pamětihodnosti
- Kaple na návsi u rybníka je zasvěcená Panně Marii.[9]
- U silnice ve směru na Bernartice se nalézá novodobý kamenný kříž s kovovým korpusem Kristova těla.[10]
- U domu čp. 10 ve vesnici se nachází celokamenný kříž. Vročení 1892?[10]

## Osobnosti
- František Josef Sláma (1792–1844), vlastenecký kněz, buditel, spisovatel českých modlitebních knih, děkan v Bechyni v letech 1841–1844.[5]
- Bydleli zde rodiče Josefa Kostohryze.[11]

## Galerie

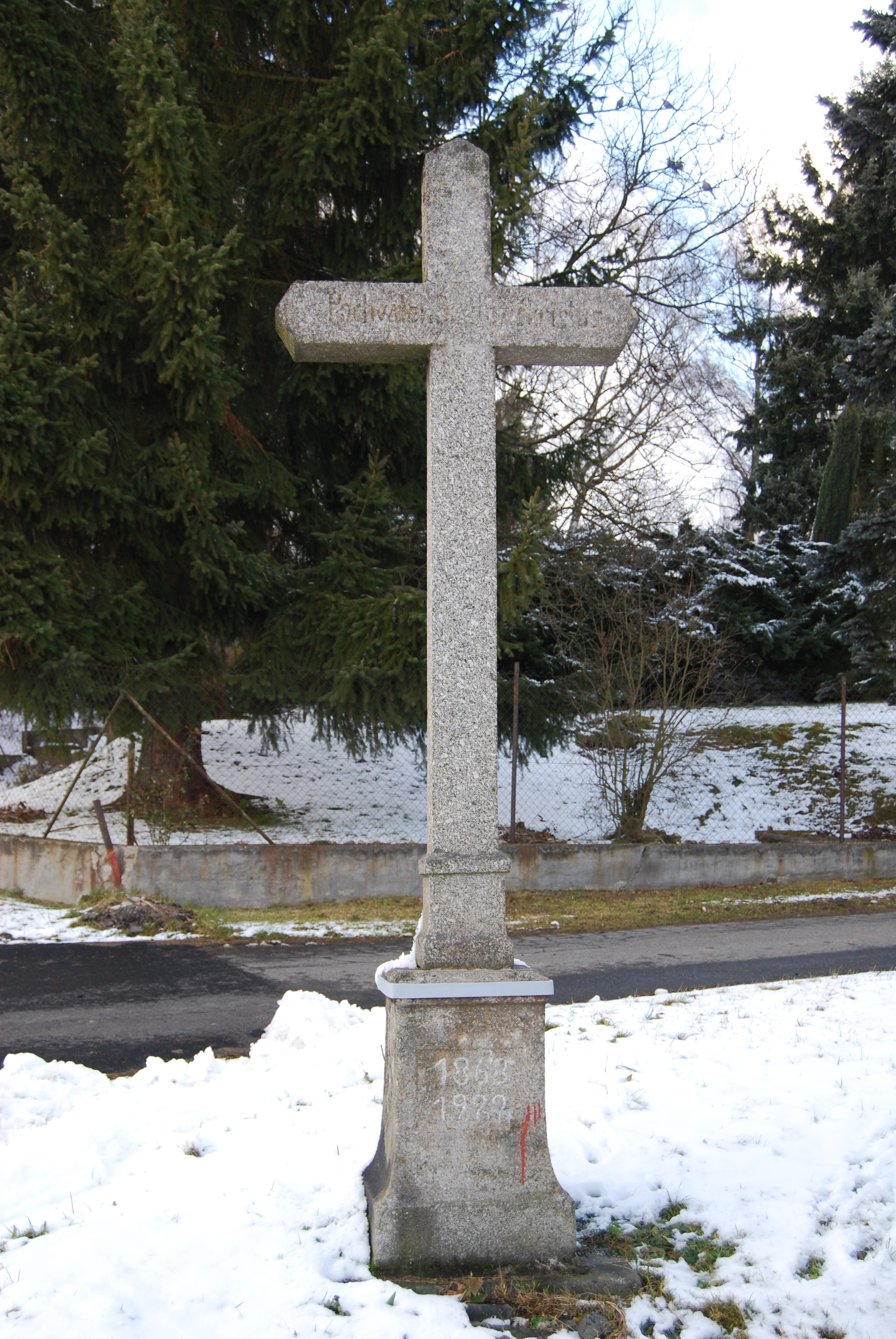
Kříž u silnice ve vsi
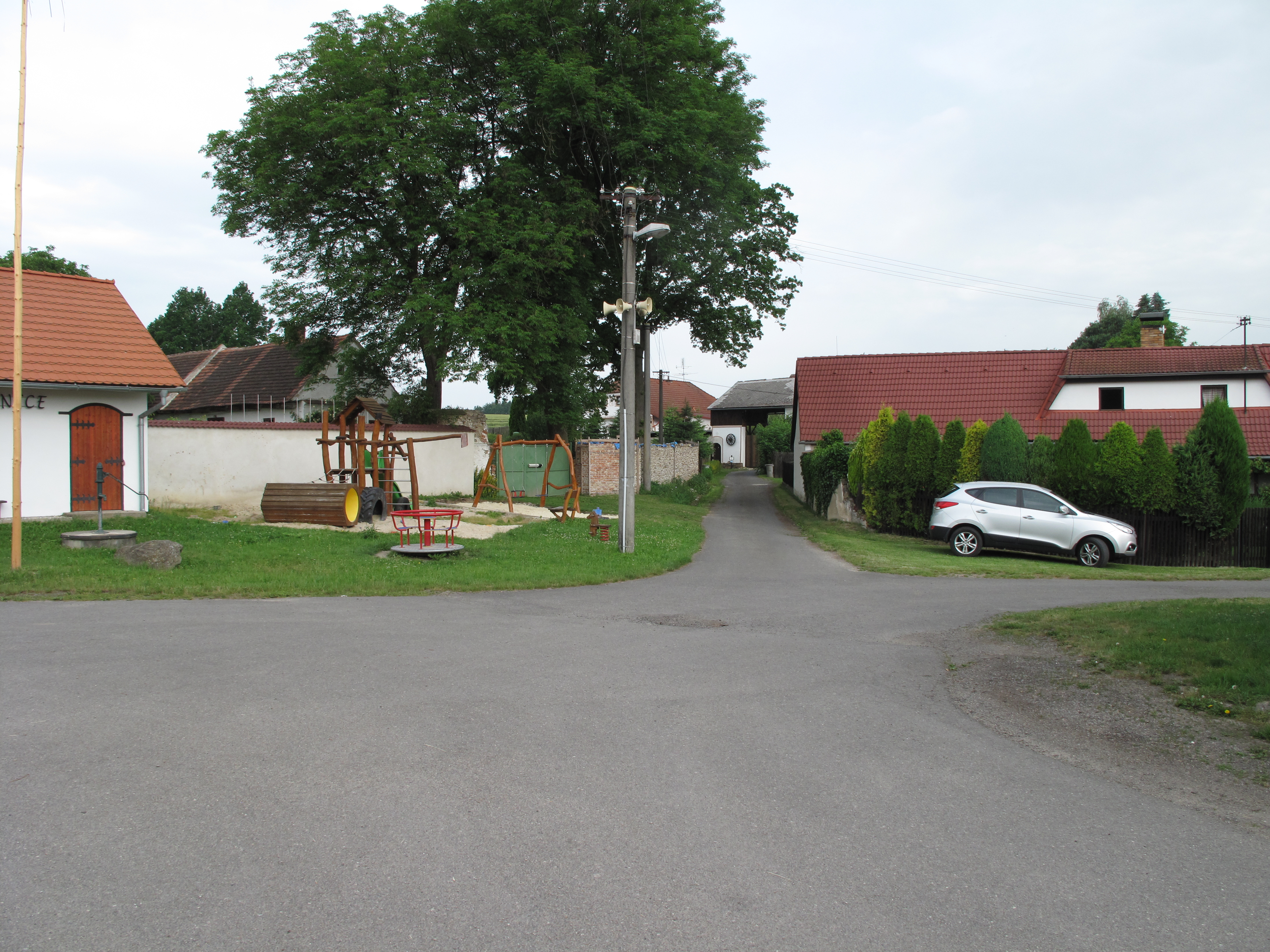
Dětské hřiště na návsi
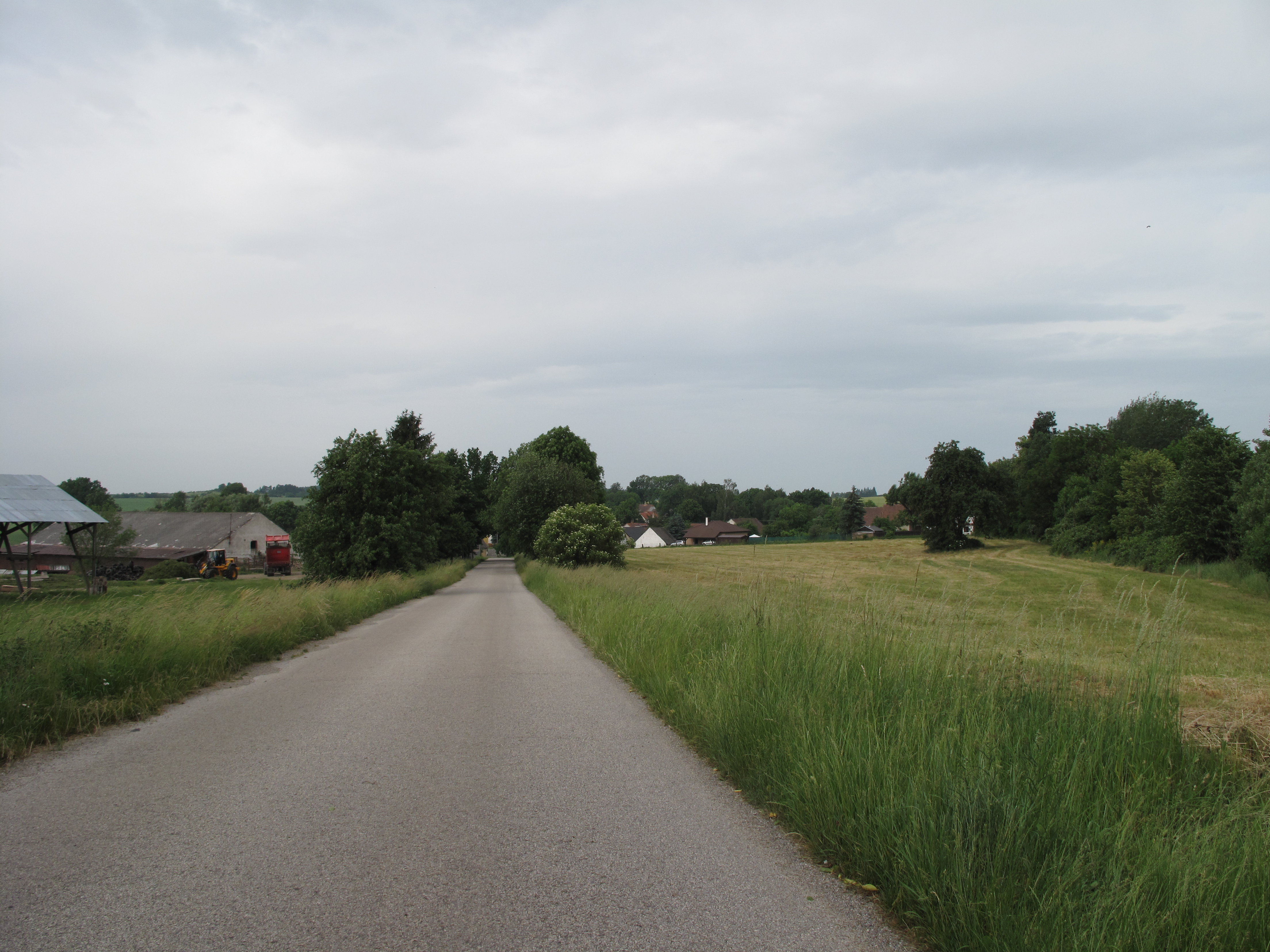
Cesta do Bojenic
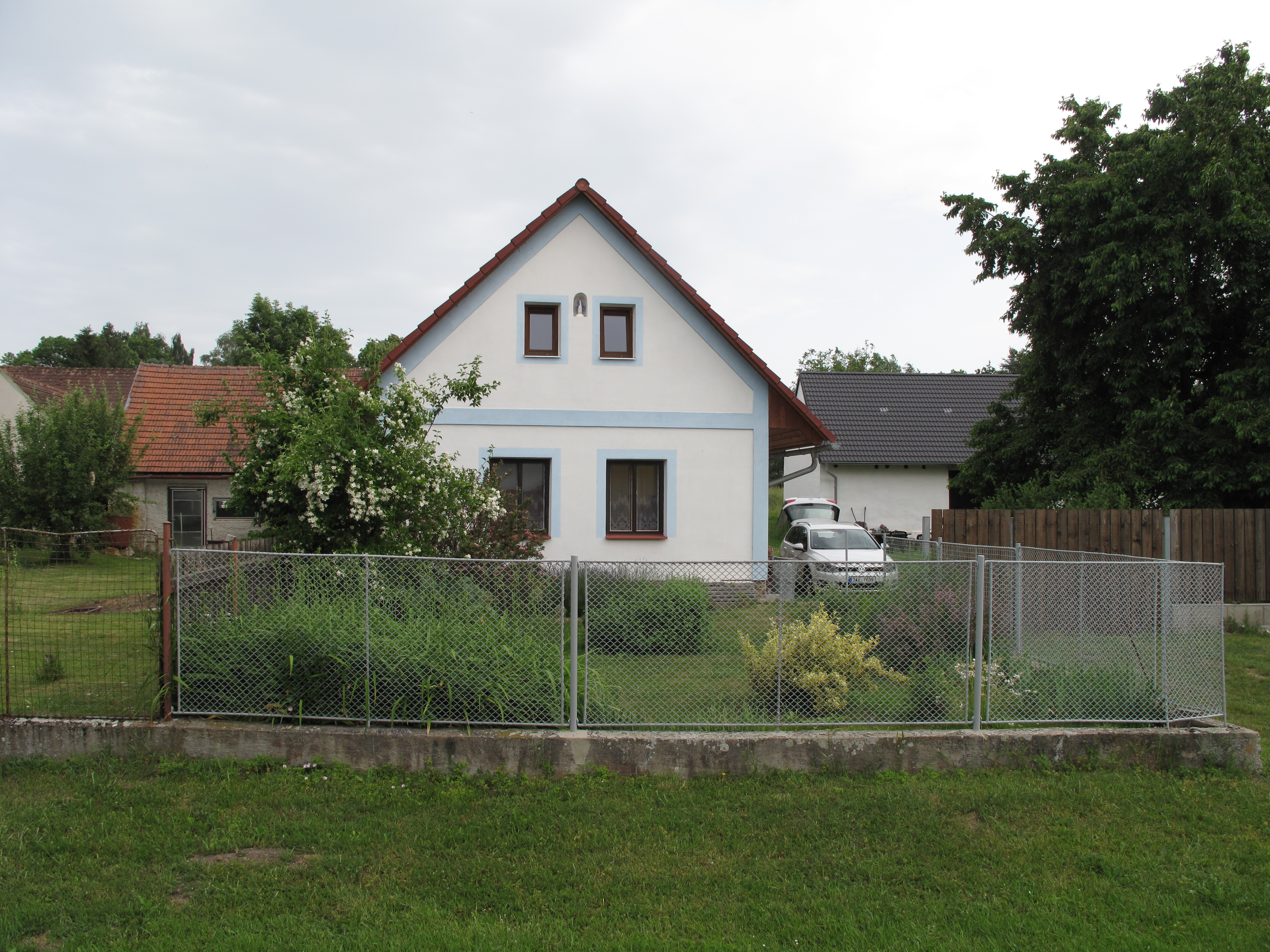
Dům